# Pouligny-Saint-Martin
Pouligny-Saint-Martin település Franciaországban, Indre megyében. Lakosainak száma 232 fő (2022. január 1.). Pouligny-Saint-Martin Briantes, Chassignolles, Le Magny, Pouligny-Notre-Dame és Sainte-Sévère-sur-Indre községekkel határos.

## Népesség
A település népességének változása:
| Lakosok száma | 328  | 240  | 238  | 251  | 229  | 227  | 222  | 225  | 227  | 232  |
|               | 1968 | 1982 | 1990 | 2006 | 2013 | 2015 | 2017 | 2019 | 2020 | 2022 |